# Гопко Наталія Василівна

## Гопко Наталія Василівна

Гопко Наталія

Генеральний директор Державної установи
«Чернівецький обласний центр контролю та профілактики хвороб Міністерства
охорони здоровя України», головний державний санітарний лікар Чернівецької
області

### Біографічна довідка
Число, місяць, рік і місце народження 5 вересня 1972 року, м. Заставна,
Чернівецької області
Стать жіноча
Національність Українка
Освіта Вища, Львівський ордена Дружби народів державний медичний
інститут, 1995 рік, медико-профілактична справа
Науковий ступінь, вчене звання, спеціальне звання Кандидат медичних
наук
Державні нагороди України, дата нагородження Орден княгині Ольги ІІІ
ступеню, січень 2016 року, Заслужений лікар України, серпень, 2020 року
Домашня адреса
58032, Чернівецька область, Чернівецький район, с. Ошихліби, вул. І. Мазепи,19
Загальний стаж роботи 34 роки

### Професійна діяльність
08.1988-08.1989 Санітарка санітарно -гігієнічної лабораторії
Чернівецької обласної державної санітарно — епідеміологічної станції
09.1989 — 07.1995 Студентка Львівського ордена Дружби народів
державного медичного інституту
08.1998 — 07.1999 Лікар-інтерн за спеціальністю «Епідеміологія»
Чернівецької обласної державної санітарно — епідеміологічної станції
08.1999 — 09.2000 Лікар-епідеміолог Кіцманської районної державної
санітарно -епідеміологічної станції
09.2000 — 07.2003 Завідувач епідеміологічним відділом Кіцманської
районної державної санітарно -епідеміологічної
станції
07.2003 — 11.2003 В.о. завідувача відділу особливо-небезпечних інфекцій — лікар-епідеміолог Чернівецької обласної державної
санітарно — епідеміологічної станції
11.2003 — 12.2007 Завідувач відділу особливо — небезпечних інфекцій — лікар-епідеміолог Чернівецької обласної державної
санітарно -епідеміологічної станції
12.2007 — 07.2011 Заступник головного державного санітарного лікаря
Чернівецької області з епідеміологічних питань
07.2011 — 10.2012 Головний державний санітарний лікар області — головний лікар Чернівецької обласної санітарно-
епідеміологічної станції
10.2012 — 04.2016 Начальник Головного управління Держсанепідслужби
у Чернівецькій області, головний державний
санітарний лікар Чернівецької області
04.2016 — 05.2016 Заступник директора Департаменту реформування та
державного санітарно — гігієнічного нагляду — начальник відділу організації адміністративних послуг
Держсанепідслужби України
05.2016 — 07.2016 Директор Державної установи «Чернівецький
обласний лабораторний центр Держсанепідслужби
України»
07.2016 — 11.2020 В.о. директора Державної установи «Чернівецький
обласний лабораторний центр Міністерства охорони
здоров'я України»
11.2020 — 06.2021 В.о. генерального директора Державної установи
«Чернівецький обласний лабораторний центр
Міністерства охорони здоров'я України»
06.2021 — 01.2022 В.о. генерального директора Державної установи
«Чернівецький обласний центр контролю та
профілактики хвороб Міністерства охорони здоров'я
України»
01.2022 по т.ч. Генеральний директор Державної установи
«Чернівецький обласний центр контролю та
профілактики хвороб Міністерства охорони здоров'я України»

### Характеристика з зазначенням конкретних особливих заслуг
Згідно з наказом Національної академії державного управління при
Президентові України від 15.07.2014 була зарахована слухачем Інституту
державної служби та місцевого самоврядування за спеціальністю «Державне
управління у сфері охорони здоров'я», який успішно завершила в 2017 році.
Наказом ДУ «Інститут епідеміології та інфекційних хвороб ім. Л. В. Громашевського НАМН України» в 2014 році була зарахована до навчання в
аспірантурі, в 2019 році захистила кандидатську дисертацію за спеціальністю
«Епідеміологія».
За період роботи проявила себе як кваліфікований спеціаліст,
врівноважений, відповідальний, ініціативний керівник. В своїй діяльності
співпрацює з Чернівецькою обласною державною адміністрацією, відомчими
медичними службами та іншими органами державної влади. Гопко Наталія
Василівна є членом колегії Департаменту охорони здоров'я Чернівецької
обласної державної адміністрації. Брала участь у Міжнародних та
Всеукраїнських конференціях з питань епідеміології, особливо-небезпечних та
інфекційних захворювань. Активно співпрацює з засобами масової інформації в
питаннях висвітлення епідемічної та санітарної ситуації в регіоні, профілактики
інфекційних та масових неінфекційних захворювань.
За досягнуті успіхи у сфері охорони здоров'я нагороджувалась Почесною
грамотою Міністерства охорони здоров'я України (2009, 2013), Чернівецької
обласної державної адміністрації, Чернівецької обласної ради, Департаменту
охорони здоров'я Чернівецької обласної державної адміністрації, подяками
управління Міністерства надзвичайних ситуацій у Чернівецькій області, є
лауреатом премії Чернівецької обласної державної адміністрації ім.
Володимира Залозецького.
Ініціює перед органами виконавчої влади, місцевого самоврядування,
підприємствами, установами та організаціями здійснення заходів, спрямованих
на забезпечення санітарного та епідемічного благополуччя населення.
Приймала активну участь в робочих групах Міністерства охорони
здоров'я України та Центру громадського здоров'я з розробки проектів
нормативно-правових актів, функцій та організаційно-правової структури
спроможної системи громадського здоров'я.
Співпрацює з провідними науковими установами, зокрема, ДУ
«Інститутом епідеміології та інфекційних хвороб ім. Л. В. Громашевського
НАМН України», профільними кафедрами Буковинського державного
медичного університету.Наказом Міністерства охорони здоров’я України 2455 від 28.10.2020 року призначена членом групи експертів МОЗ України із спеціальності "Епідеміологія.Мікробіологія і вірусологія"

### Нагороди
2013 рік — Нагороджена Почесною грамотою МОЗ України
2016 рік — Нагороджена орденом княгині Ольги ІІІ ступеня (Указ
Президента України № 18/2016)
2018 рік — Нагороджена Почесною грамотою Державної служби
України з надзвичайних ситуацій
2020 — Присвоєно почесне звання «Заслужений лікар України» (Указ
Президента України від 21 серпня 2020 № 335/2020)
2021 — Нагороджена пам'ятною медаллю «Чарівна сила України»
2022 — Нагороджена Почесною грамотою Чернівецької обласної Ради